# Ottavio Dantone
Ottavio Dantone (Ceriñola, 9 de octubre de 1960) es un director de orquesta y clavecinista italiano.

## Biografía
Dantone estudió en el Conservatorio Giuseppe Verdi de Milán, donde se graduó en órgano y clavecín. En 1985 ganó el primer premio de Bajo continuo en el Festival Internacional de París y en 1986 el tercer premio en el Festival Internacional de Brujas.
El encuentro con la Accademia Bizantina inició una intensa colaboración, al principio en el papel de bajo continuo y solista. En 1996 le fue encomendada la dirección del grupo, que en pocos años se convirtió en uno de los conjuntos de música barroca con instrumentos antiguos más conocidos y reconocidos internacionalmente.
Esto fue seguido por varias grabaciones como solista y en el papel de director para los más prestigiosos sellos como Decca, Deutsche Grammophon, Harmonia Mundi, Naïve.
Intensificó también sus colaboraciones con artistas de renombre mundial, tanto en concierto como en registros, como Claudio Abbado, Viktoria Mullova Archivado el 24 de marzo de 2017 en Wayback Machine. y Andreas Scholl.
De la doble función de director e intérprete de clave dice: “En realidad, nunca ha habido una línea divisoria clara entre mi vocación de solista y mis obligaciones como director. De hecho, se podría decir que aprendí los rigores de la dirección ensayando con el instrumento y que fueron las horas delante de la orquesta y los cantantes las que me ayudaron a descubrir la voz oculta de cada clavicémbalo, que es uno de los instrumentos más complejos y completos del mundo”.
Dantone hizo su debut en la dirección de una obra para el teatro en 1999 con una de las pocas ejecuciones en los tiempos modernos de la ópera Giulio Sabino de Giuseppe Sarti en el Teatro Alighieri de la ciudad de Ravenna. Su carrera lo ha llevado a actuar en los Festivales y en los Teatros más importantes del mundo, tales como el Teatro alla Scala, la Staatsoper de Berlín, el Teatro Real de Madrid, Glyndebourne y muchos otros.
Su repertorio está limitado desde el período barroco hasta principios del siglo XIX. Son muy destacables sus versiones de las obras de Bach, tanto para clave como para conjunto instrumental en las que aporta una visión original y muy acertada de obras tan esenciales como El Arte de la Fuga.
Debuta en la Scala en 1999, dirigiendo Nina, o La pazza per amore del Piccolo Teatro de Milán, en 2005 dirige Rinaldo (ópera) con Daniela Barcellona en el Teatro degli Arcimboldi, en el 2007 "Così fan tutte" con Nino Machaidze, en 2009 Il viaggio a Reims con Patrizia Ciofi, Barcellona, Carmela Remigio, Nicola Ulivieri y Bruno Practica, transmitido por la Rai 2 y en 2013 un concierto con la Filarmónica della Scala. En 2011 en los Proms londinenses, dirigió una versión semiescenificada del Rinaldo de Händel a cargo de la Orchestra of the Age of Enlightenment y comenta de esta actuación: “Habría casi 8.000 personas en el Royal Albert Hall, pero el silencio era tan intenso y el ambiente tan ceremonial que podía escucharse cada nota, cada matiz, desde cualquier rincón”.

## Discografía
Ottavio Dantone ha realizado muchas grabaciones con el grupo Academia Bizantina. A continuación se incluye una discografía esencial:
- 2000 - Giuseppe Sarti, Giulio Sabino (Bongiovanni)
- 2001 - Alessandro Scarlatti, Concerti grossi. Sonatas para violonchelo (ARTS)
- 2001 - Settecetto Veneziano (ARTS)
- 2002 - Antonio Vivaldi, L'Estro Armonico (ARTS)
- 2003 - Henry Purcell, The Fairy Queen, con New English Voices (ARTS)
- 2003 - Arcadia, con Andreas Scholl (Decca)
- 2004 - Alessandro Scarlatti, Il Giardino di Rose (Decca)
- 2004 - Pergolesi/Porpora - Stabat Mater & Salve Regina (Paragon-Amadeus)
- 2005 - Arcangelo Corelli, Sonatas para violín, op. 5 (ARTS)
- 2005 - Seicento Italiano (ARTS)
- 2005 - Arias for Senesino, con Andreas Scholl (Decca)
- 2006 - Antonio Vivaldi, In furore, Laudate pueri e concerti sacri, con Sandrine Piau (Naïve)
- 2006 - Antonio Vivaldi, Tito Manlio (Naïve)
- 2007 - Georg Friedrich Händel, Il duello amorososo con Andreas Scholl (Harmonia Mundi)
- 2008 - Johann Sebastian Bach, Harpsichord Concertos BWV 1052, 1053, 1055, 1056 (Decca "L'Oiseau Lyre")
- 2008 - Vivaldi, Arie ritrovate (Naïve)
- 2009 - Georg Friedrich Händel, Organ Concertos, op. 4 (Decca "L'Oiseau Lyre")
- 2010 - Franz Joseph Haydn, Conciertos para clavecín y violín (Hob. VIIa:4, violín, Hob. XVIII:11, clavecín, Hob XVIII:6, violín y clavecín), con Stefano Montanari (Decca "L'Oiseau Lyre")
- 2010 - Henry Purcell, O solitude, con Andreas Scholl (Decca)
- 2011 - Johann Sebastian Bach, Sinfonia (Decca)
- 2012 - Antonio Vivaldi, Con moto, con Giuliano Carmignola (Archiv)
- 2013 - Bach concertos, con Viktoria Mullova (Onyx)
- 2014 - Antonio Vivaldi, L'incoronazione di Dario (Naïve)
- 2018 - Antonio Vivaldi, Il Giustino (Naïve)
- 2020 - Antonio Vivaldi, Il Tamerlano (Naïve)
- 2020 – Georg Friedrich Händel, Rinaldo (HDB Sonus)
- 2022 – Georg Friedrich Händel, Serse (HDB Sonus)
- 2022 – Georg Friedrich Händel, Concerti Grossi Op. 6 (HDB Sonus)
- 2022 – Georg Friedrich Händel, Concerti Grossi Op. 3 (HDB Sonus)
- 2023 – Arcangelo Corelli, Concerti Grossi Op. 6 (HDB Sonus)
- 2024 – Francesco Geminiani, Concerti Grossi Op. 3 (HDB Sonus)

Lista de los discos en que aparece como solista de clavecín.
- 1996 - Pietro Domenico Paradisi, a La Sonate di Gravicembalo - Sonatas para Clavecín. Vol. 1 (Stradivarius)
- 1997 - Pietro Domenico Paradisi, a La Sonate di Gravicembalo -  Sonatas para Clavecín. Vol. 2 (Stradivarius)
- 2000 - Domenico Scarlatti, Complete Sonatas. Vol. 2 (Stradivarius)
- 2001 - Domenico Scarlatti, Complete Sonatas. Vol. 4 (Stradivarius)
- 2001 - Johann Sebastian Bach, El Clave Bien Temperado. Libro 1 (ARTES, CD 2)
- 2001 - Johann Sebastian Bach, El Clave Bien Temperado. Libro 2 (ARTES, CD 2)
- 2004 - Domenico Scarlatti, Complete sonatas. Vol. 7 (Stradivarius)
- 2005 - J. S. Bach, Las Variaciones Goldberg (Decca)
- 2005 - Georg Friedrich Händel, Suites de Pièces pour le Clavecin (ARTES, CD 2)
- 2005 - La casa del diablo, con Il Giardino Armonico (Opus 111)
- 2006 - Domenico Scarlatti, Complete sonatas. Vol. 8 (Stradivarius)
- 2007 - Johann Sebastian Bach, Sonatas con Viktoria Mullova (Onyx)
- 2010 - Johann Sebastian Bach, Brandenburg Concertos, con dir. Claudio Abbado (Deutsche Grammophon)

## Vídeos
- 2001 - A. Vivaldi, Le Quattro Stagioni, Accademia Bizantina (ARTS)
- 2003 - Il Giardino Armonico Deux. Music of the French Baroque - Giovanni Antonini (flauto), Luca Pianca (liuto), Enrico Onofri (violino), Vittorio Ghielmi (viola da gamba), Ottavio Dantone (clavicembalo). Registrato al Castello di Hellbrunn, Salisburgo. Etichetta: Arthaus Musik (DVD)
- 2005 - W.A Mozart, Ascanio in Alba - Live recording Teatro Comunale di Bologna (Bongiovanni)
- 2006 - G. Donizetti, Marin Faliero - Live recording Teatro Regio di Parma (Fonè)
- 2006 - J.S. Bach, Concertos, Il Giardino Armonico - Live recording Musikverein Wien (Euro Arts)
- 2010 - G.B. Pergolesi, Il Flaminio - Live recording Jesi (Arthaus Music)
- 2010 - G.B. Pergolesi, Adriano in Siria & Livietta e Tracollo - Live recording Jesi (Opus Arte)
- 2011 - G.F. Handel, Rinaldo - Live recording Glyndebourne (Opus Arte)